# Törökkanizsa
Törökkanizsa (szerbül Нови Кнежевац / Novi Kneževac, németül Neu-Kanischa) város és község Szerbiában, Vajdaságban, az Észak-bánsági körzetben.

## Fekvése
Szegedtől délre, Magyarkanizsával átellenben, a Tisza bánáti oldalán fekszik.

## A község települései
Törökkanizsán kívül nyolc falu tartozik a községhez (zárójelben a szerb név szerepel):
- Firigyháza (Филић / Filić)
- Gyála (Ђала / Đala)
- Magyarmajdány (Мајдан / Majdan)
- Ókeresztúr (Српски Крстур / Srpski Krstur)
- Oroszlámos (Банатско Аранђелово / Banatsko Aranđelevo)
- Podolkány (Подлокањ / Podlokanj)
- Rábé (Рабе / Rabe)
- Sziget (Сигет / Siget)

## Története

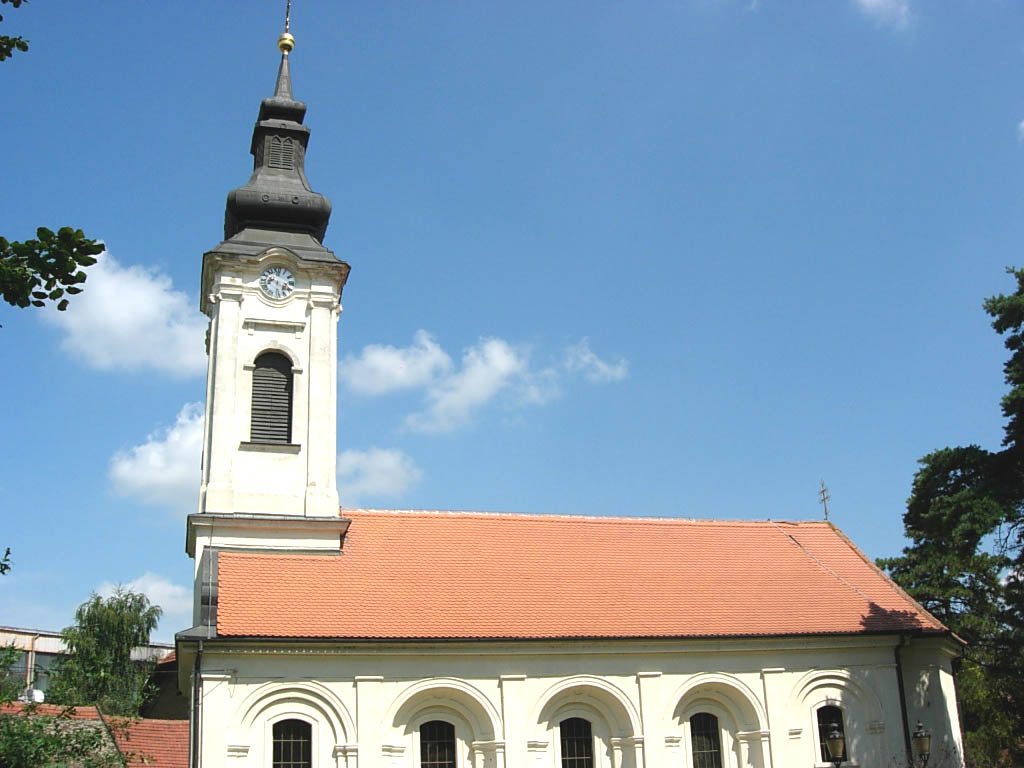
A görögkeleti templom

Törökkanizsa és környéke már az ősidőkben is lakott hely lehetett, amit a területén talált őskori és népvándorlás korából származó leletek is bizonyítanak.
Törökkanizsa Árpád-kori település. Nevét az oklevelek 1200-ban említették először Kenesna néven.
1237-1240. között Kenesna, 1332-ben Reu Kanizsa, 1337-ben Kanisa (Temes) néven írták.
A Tisza révjének mindkét oldalán kialakult egy-egy Kanizsa nevű helység. A két Kanizsa fontos tiszai átkelőhely volt, melyről Anonymus is megemlékezett honfoglalás történetében, és a Gellért legenda írója is Csanád és Ajtony harcában.
1237. körül a bodrogi Kanizsa határjárásávan említették a révet. A csanádi oldalon levő neve a 14. században Révkanizsa volt, mely 1337-ben részben köznemesi birtok volt.
Kanizsa korán kereskedelmi gócponttá fejlődött; egykor mezőváros lehetett, 1329-ben már említették csütörtöki napon tartott hetivásárát is.
1333-ban már egyházas hely volt, nevét a pápai tizedjegyzékben is említették. Ez évben papja 72 garas, 1334-ben 7 és fél garas, 1335-ben 1 és fél garas pápai tizedet fizetett.
A település idővel a Tisza jobb partjára is átterjedt, s ebből a részből külön falu keletkezett, melyről 1367-ben van első ízben adatunk (Ó-Kanizsa). A városban királyi sókamara hivatal is működött.
A 15. század elején azonban a kanizsai polgárok elveszítették függetlenségüket, és földesúri hatóság alá kerültek.
1401. január 17-én Zsigmond király Kanizsát Csáki István fiainak, Miklós temesi főispánnak, György visegrádi várnagynak és Istvánnak adta cserébe.
1509-ben Csáki Gábor volt a földesura, aki a helységet elzálogosította Bakócz bíboros érseknek, de az érsek 1511-ben elengedte a zálogösszegét.
A mohácsi vész után Kanizsa török uralom alá került. 1542-ben pedig itt szállította át hadait a Tiszán Begler bég.
1557-1558-ban a temesvári defterdár 85 házat írt itt össze; lakosai ekkor mind magyarok voltak. 1582-ben már csak négy magyar lakost talált itt a török adószedő, akik juhtenyésztéssel foglalkoztak.
A következő évtizedek alatt szerbek telepedtek le Rév-Kanizsára. 1647-ben is lakott helységként volt említve, 1717-ben pedig már ismét 40 házból állt. 1738–1739-ben pedig pestisjárvány pusztított a lakosok között.
A törökök kiűzetése után kezdték a helységet Török-Kanizsának nevezni. 1718-ban Török-Kanizsát a csanádi kerületbe, 1779-ben pedig Torontál vármegyéhez csatolták.
1753-ban a temesvári igazgatóság a helység nevét Josefsdorfra akarta változtatni, de helyette a mellette keletkezett telep vette fel a Jozefova nevet.
A kanizsai uradalmat 1792-ben Szerviczky Márkus vásárolta meg.
1832. augusztus 2-án Törökkanizsa országos és hetivásárok tartására is kiváltságot nyert.
1838-ban Szerviczky György volt a település földesura, majd az 1900-as évek elején Vizeki Tallián Béla tanácsos és neje báró Baich Mária, Törökkanizsai Schulpe Vilmos és Alfonz, gróf Maldeghem Mária, Georgina, Albertina és Károly, valamint Weiszhut Lajos volt a helység legnagyobb birtokosa. A községben álló kastélyok közül az egyiket 1793-ban Szerviczky György építtette. A két Tallián-féle kúria közül az egyiket Tallián Endre, a másikat báró Feilitsch Fedor 1856-ban építtette. A gróf Maldeghem testvérek kastélya 1910-ben épült.
A községbeli római katolikus plébánia már 1333–1335-ben fennállt. A Boldogságos Szűz tiszteletére szentelt templomot 1381-ben a város állíttatta helyre. Mostani plébániája csak 1807-ben alakult. A templomot Szerviczky György 1847-ben kezdte építtetni, és örökösei 1858-ban fejezték be.
A Törökkanizsát Magyarkanizsával hajóhíd kötötte össze, melynek révjoga 1885 előtt még a törökkanizsai uradalomé volt; a hidat 1885-ben Szegedről hozták, és 80.000 forint költséggel állították fel.
A 20. század elején Torontál vármegye Törökkanizsai járásának volt a székhelye. 1897-ben a Szeged–Karlova-vasútvonal megnyitásával vasúti kapcsolata lett.
1910-ben 4938 lakosából 3168 magyar, 62 német, 1664 szerb volt. Ebből 2995 római katolikus, 1674 görögkeleti ortodox, 10 izraelita volt.
A községhez tartozott Firigyháza puszta, Parlag-major, Tallián-major, Új szállás-major, Budzsáki tanyák és Kupuszina is.

### Fejéregyház
Firigyháza-puszta helyén a középkorban Fejéregyház helység feküdt, mely a Csanád nemzetség ősi birtokai közé tartozott és azok sorsát osztotta meg. Az 1514. évi pórlázadás alkalmával a helység legnagyobb része elpusztult. Thelegdy Gábor 1514 június 30-án elpusztított birtokait a budai káptalannak engedte át; de Telegdy Miklós és Ferenc ellene mondtak a beiktatásnak; az e miatt támadt per még 1526-ban is folyt, és a Thelegdyek javára dőlt el, mivel még később is itt találjuk őket.
A török hódoltság első évtizedében a helység elpusztult. A 17. század közepe körül rácok költöztek ide, akik a helység nevét, melyet a 16. században Félegyháznak is neveztek, Felityre ferdítették el.
1647-ben Horváth-Voxith István, Petőfalvi Pető és Ladányi Ferenc lett e puszta birtokosa.
1681-ben I. Lipót király Solt vármegyei pusztaként Gbelani Miklósnak, Mihalek Miklósnak és társainak adományozta.
A törökök kiűzetése után a temesvári bánsághoz tartozott és Firigyháza néven volt ismeretes. 1781-ben a török-kanizsai uradalommal együtt Szerviczky Márkus vette meg. E család 1804-ben Csongrád vármegyéből haszonbéreseket telepített ide.
1858-ban a telep önálló község lett. Később ismét pusztaként Törökkanizsához csatolták.

## Nevezetes emberek
- Itt született 1956-ban Pásztor István jogász, politikus

## További információk

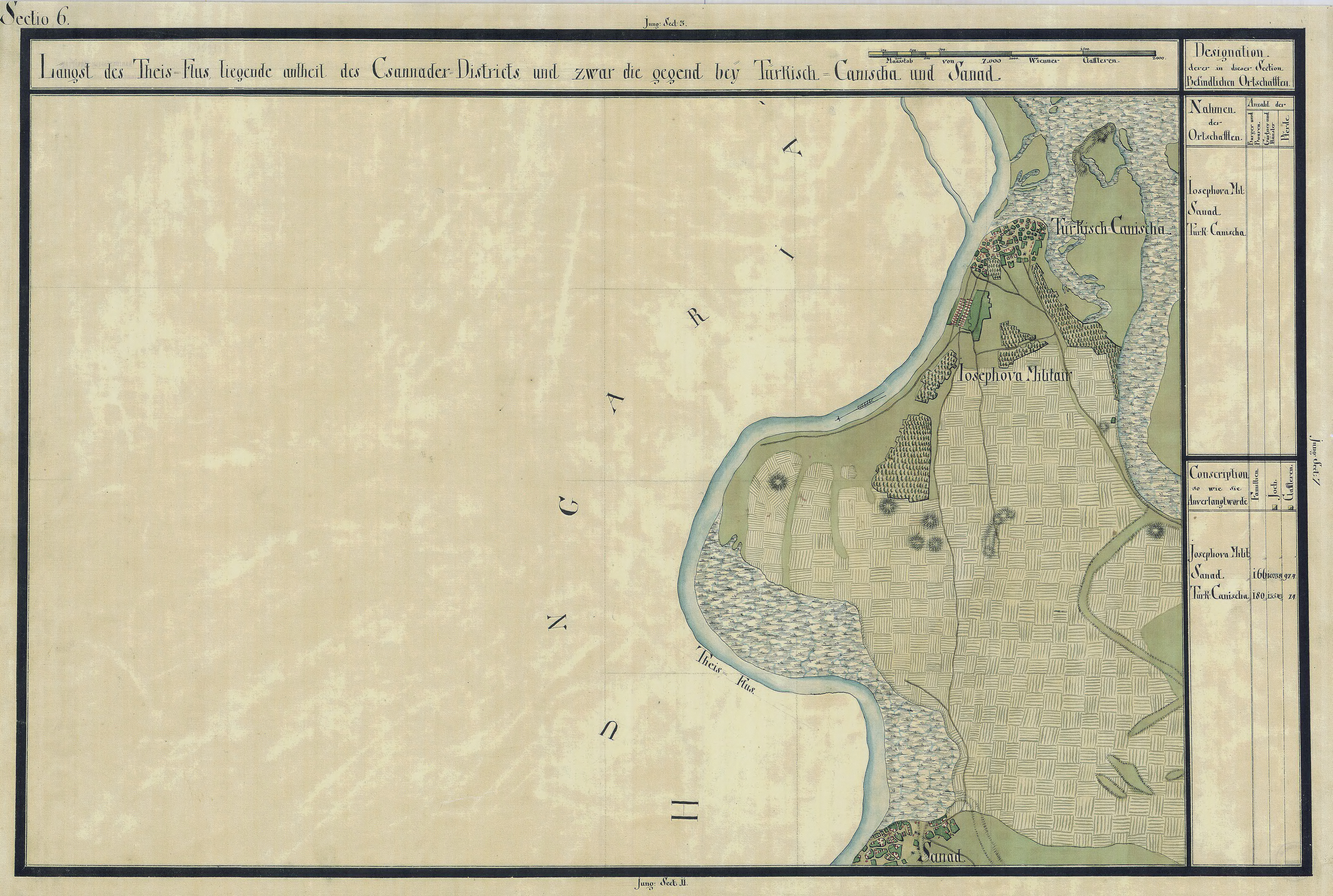
Törökkanizsa egy régi térképen

## Népesség

### Demográfiai változások
| 1948 | 1953 | 1961 | 1971 | 1981 | 1991 | 2002 | 2011 |
| ---- | ---- | ---- | ---- | ---- | ---- | ---- | ---- |
| 7246 | 7784 | 8235 | 8134 | 8166 | 8062 | 7581 | 6960 |